# Homevale-Nationalpark
Der Homevale-Nationalpark (engl.: Homevale National Park) ist ein Nationalpark im Osten des australischen Bundesstaates Queensland.

## Lage
Er liegt 821 km nordwestlich von Brisbane und ca. 65 km westlich von Mackay.
Vom Peak Downs Highway biegt man 6 km nördlich von Nebo auf die Straße Richtung Elphinstone / Glenden ab. Nach weiteren 11 km zweigt nach Norden die Turrawulla Road ab, die in den Nationalpark führt.
In der Nachbarschaft liegen die Nationalparks Eungella, Bluff Hill, Mount Martin und Dipperu.

## Landesnatur
Vor 30 Mio. Jahren überdeckten Vulkanausbrüche ältere Basaltschichten mit frischer Lava. Im Laufe der Zeit erodierten diese neuen Basaltschichten und es entstanden die prominenten Felspyramiden, scharfen Felsrippen und vorspringenden Felsstufen der Denham Range und des Mount Britton. In diesen Gebirgen, die zum Bowenbecken gehören – durch das Bowen River fließt –, findet man auch Goldlagerstätten. Auch fossile Überreste aus dem Perm (225–280 Mio. Jahre alt) treten zutage.

## Flora
Im Homevale-Nationalpark gibt es lichten, grasigen Wald ebenso, wie Regenwald, weiches, trockenes Gestrüpp, Eukalyptuswälder und Bereiche mit Brigalow-Bäumen (Acacia harpophylla).